# Villa del Rosario (Paraguay)
Villa del Rosario es un distrito paraguayo situado al oeste del departamento de San Pedro. Fue fundada como una villa por orden del gobernador intendente Pedro Melo de Portugal en 1787 con el nombre de San José de Ybyracapá.
El centro urbano se encuentra ubicado a 225 km de Asunción y a orillas del río Paraguay. En las orillas de este río se encuentra el balneario Las Rosas. El Arroyo Kuarepotí además cuenta con varios balnearios como son el paso itá, el paso chime, paso yutino, paso pe, paso mojón. Todos los veranos, estos balnearios son de gran concurrencia por su gente y visitantes de otras ciudades, caracterizado por sus aguas cristalinas.

## Toponimia
- El distrito de Rosario, primeramente recibió la nominación de San José de Ybyracapá y Puesto de kuarepotí.

- San José, en honor al primer patrono del lugar, que dependía de la Iglesia de San José de Limpio de Tapuá.

- Ybyracapá, porque la zona constituía el centro o núcleo fundamental del cual a partir de ella se distribuyeron las primeras poblaciones.

- Puesto de kuarepotí, porque las tierras de la zona se encuentran regadas por las aguas de Arroyo kuarepotí, el cual constituía una de las vías de comunicación y entrada a la Villa para las inspecciones de los terrenos fundados por los españoles.

- Actualmente, el distrito recibe el nombre de Villa del Rosario del Kuarepotí; en homenaje a la primera imagen de la Virgen del Rosario que se tuvo en la Villa, perteneciente a la familia Caballero de Añasco.

## Historia
Por orden de Pedro Melo de Portugal (Coronel de Dragones de los Reales Ejércitos, Gobernador, Intendente y Capitán General de esta Provincia), se formó una población de españoles en el paraje de Ybyracapá con los límites y linderos que él señaló en su última visita. El mismo comisiona al comandante Roque Acosta, que con asistencia de José Mongelós (nombrado síndico procurador de la Ciudad), con el fin de practicar las diligencias judiciales de mensura, así como el deslinde y amojonamiento de tierras de los vecinos, señalando a cada uno, el lugar donde debían permanecer. Esta diligencia consta en las leyes del título 1 libro 4 de indias.
Fue firmada por Don Pedro Melo de Portugal, sellado con el sello de sus armas y refrendada por el escribano y notario público de su Majestad y de Gobierno, Manuel Bachicao. Cumpliendo las órdenes del Señor Gobernador Intendente y Capitán General, el Comandante Don Roque Acosta oficializa la fundación, en la que reparte, amojona y da posesión de los terrenos que pertenecen a los vecinos de esta población, el 14 de junio de 1787; en esta Villa denominada San José del Yvyracapá y Puesto de Quarepotí. El río nace en el estero yetyty y recorre 60 km y desemboca en el río Paraguay cerca de puerto rosario., el nombre kuarepoti significa en español agua de metal o agujero de plata. Esta localidad también es conocida como Puerto Rosario, por tener costas de desembarque de cargas fluvial sobre el río Paraguay.
Villa del Rosario del Quarepoti, nació de la urgencia paraguaya de fijar su soberanía sobre extensas y ricas regiones norteñas, disputadas por los portugueses y sus aliados los Mbayas; además sirvió desde un principio, de punto de convergencia de todos los pobladores españoles de la provincia, que subiendo desde las tierras de Limpio, Tapúa y Arecaká, habían ido estableciendo grandes estancias, así como grandes chacarerias en aquella bellísima zona, abundante regada por ríos y arroyos.
Estos pobladores en cierto momento comenzaron a inquietar la suspicacia del cabildo indígena de San Estanislao, resto de lo que antiguamente fueran las otroras Misiones Jesuíticas, que no siempre guardó buenas relaciones con Asunción. Los primeros pobladores de la Villa estaban unidos entre sí, por lazos de parentescos consanguíneos o afines, razón por la cual la población entonces naciente, iniciaba una tradición de unidad e hidalguía entre sus habitantes, no desmentida en los años de historia que lleva vividos.
Representantes de la villa asistieron al congreso del 24 de julio de 1810 celebrado en Asunción que decidió reconocer al Consejo de Regencia de Cádiz y suspender todo reconocimiento de superioridad de la Junta de Buenos Aires. Con el correr de los años y especialmente luego de finalizada la Guerra de la Triple Alianza, atraídos por la gran riqueza forestal y agrícola de la zona, llegaron a afincarse en el lugar muchas familias europeas, cuyos descendientes figuran hasta el día de hoy en los registros públicos de la ciudad.
También quedan vestigios del gran desarrollo que tuvo en el siglo pasado, plasmados en las grandes casonas que aún pueden observarse en pie, a pesar de la falta de restauración y mantenimiento de las mismas. La ciudad tuvo su época floreciente, con el auge de la explotación forestal, y el intenso comercio fluvial, en épocas en que era la única forma de comunicación con la capital y países del exterior. Villa del Rosario posee una diversidad étnica, donde se aprecia la descendencia de italianos, franceses, sirio-libaneses, rusos, alemanes, españoles, portugueses, entre otros.

## Geografía
Limita al norte con Antequera y San Pablo, y con el estero Yetyty; al sur con el Departamento de Cordillera, separado por el río Manduvirá; al este con Aquino, Itacurubí del Rosario y 25 de Diciembre; y al oeste con Presidente Hayes, separado por el río Paraguay.

## Demografía
La población en general se dedica a la agricultura y la ganadería; pero principalmente la agricultura totalmente mecanizada; la aplicación de las más avanzadas tecnologías en la producción y almacenamientos de productos.
Cuenta con una comunidad indígena de la etnia qom, asentada en una extensión de 154 hectáreas, adquirido por el Instituto Nacional del Indígena (INDI). Las mujeres de esta comunidad trabajan en la cestería y el tejido, arte que aprendieron de sus antepasados y que se trasmite de generación en generación, utilizando fibras vegetales obtenidas en la zona, totora, palmas, caraguatá, trabajan también el hilo de algodón y otros, con los cuales realizan sus artesanías: pantallas, bolsones, canastas, escobas de flor de karanday.
La Población de los menonitas en la Colonia Volendam actualmente cuenta con un alrededor de 650 habitantes. Todos dedicados a la agricultura, en especial a la siembra de granos. Es la más próspera de la zona de Rosario, distante a 24 km del centro urbano. Esta colonia se asentó en el distrito después de la Segunda Guerra Mundial, en el año 1947, los habitantes dejaron su país de origen como consecuencia del Comunismo; emigraron de Rusia un total de 1.909 personas al país, y gracias a la buena predisposición del gobierno paraguayo por la garantía que el mismo les ofrecía en mantener su propia cultura permanecieron hasta ahora.
En la colonia Volendam, el idioma utilizado entre ellos es el alemán y para relacionamiento con las demás el español y guaraní. En la comunidad indígena Toba Qom maneja el diálogo Toba Qom y el guaraní para el relacionamiento con los demás.

## Acceso
Sus principales vías de acceso son la Ruta PY11 y la Ruta PY22. También posee vías fluviales en lanchas y barcos, y por medio aéreo con avionetas. Dispone de transporte terrestre, las cuales ofrecen servicios diarios hasta la ciudad. Dentro de la ciudad y sus alrededores también se utiliza el cachapé o carro polaco estirados por caballos, una creación de los colonos menonitas.